# Talsperre Mormon Flat
Die Talsperre Mormon Flat (englisch Mormon Flat Dam) ist eine Talsperre mit Wasserkraftwerk im Maricopa County, Bundesstaat Arizona, USA. Sie staut den Salt River zu einem Stausee, dem Canyon Lake, auf. Die Talsperre befindet sich ungefähr 82 km (51 miles) nordöstlich von Phoenix. Die Talsperre Horse Mesa liegt ca. 22 km flussaufwärts und die Talsperre Stewart Mountain ungefähr 16 km flussabwärts.
Mit dem Bau der Talsperre wurde 1923 begonnen. Sie wurde 1925 fertiggestellt. Die Talsperre dient in erster Linie der Stromerzeugung. Sie ist im Besitz von Salt River Project (SRP) und wird auch von SRP betrieben.

## Absperrbauwerk
Das Absperrbauwerk ist eine Bogenstaumauer aus Beton mit einer Höhe von 68 m (224 ft) über der Gründungssohle. Die Mauerkrone liegt auf einer Höhe von 509 m (1671 ft) über dem Meeresspiegel. Die Länge der Mauerkrone beträgt 116 m (380 ft). Die Dicke der Staumauer liegt bei 6 m (20 ft) an der Basis und 2,4 m (8 ft) an der Krone. Das Volumen des Bauwerks beträgt 45.797 m³ (59.900 cubic yards).
Die Staumauer verfügt über eine Hochwasserentlastung auf der linken Talseite, über die maximal 4247 m³/s (150.000 cft/s) abgeleitet werden können.

## Stausee
Beim normalen Stauziel von 506 m (1660,5 ft) erstreckt sich der Stausee über eine Fläche von rund 3,84 km² (950 acres) und fasst 71,36 Mio. m³ (57.852 acre-feet) Wasser.

## Kraftwerk
Das Kraftwerk befindet sich am Fuß der Talsperre. Mit dem Bau des Kraftwerks wurde 1925 begonnen. Es wurde 1926 fertiggestellt. Die installierte Leistung beträgt 64 MW; sie lag ursprünglich bei 10 MW. Die anfänglich installierte Turbine leistet maximal 10 MW. 1971 wurde eine zusätzliche Pumpturbine mit einer Leistung von 50 MW installiert. Die Pumpturbine wurde 2002 erneuert; dabei wurde eine Leistungssteigerung auf 54 MW durchgeführt. Die Fallhöhe beträgt 40 m (131,5 ft).

## Geschichte

Die Baustelle im Januar 1925

Die 1911 fertiggestellte Talsperre Theodore Roosevelt wurde errichtet, um das ungleichmäßige Abflussregime des Salt Rivers auszugleichen und um einen Speicherraum zu schaffen, durch den eine geordnete Bewässerung im Unterlauf des Salt Rivers möglich würde. Das Wasser aus dem Stausee sollte nur vom 1. April bis zum 1. Oktober eines Jahres abgelassen werden, um für Bewässerungszwecke verwendet zu werden.
Die Stromerzeugung im Kraftwerk der Talsperre Roosevelt war anfänglich nur einen Nebenprodukt. Während des 1. Weltkriegs stieg die Nachfrage nach Elektrizität jedoch an und die Manager der Salt River Valley Water Users' Association (der Vorläuferorganisation von Salt River Project) sahen darin die Möglichkeit, durch eine Steigerung der Stromerzeugung zusätzliche Einnahmen zu generieren. Dies löste jedoch bei den in der Association zusammengeschlossenen Landbesitzern Befürchtungen aus, dass das Wasser statt für die Bewässerung jetzt für die Stromerzeugung verwendet würde.
Daraus entstand schließlich der Plan, am Salt River unterhalb der Talsperre Roosevelt weitere Talsperren zu errichten, um das Wasser mehrfach nutzen zu können. In den 1920er Jahren wurden daher die Talsperre Mormon Flat (1923 bis 1925), die Talsperre Horse Mesa (1924 bis 1927) und die Talsperre Stewart Mountain (1928 bis 1930) errichtet.
Die Gesamtkosten für die Errichtung der Talsperre und des Kraftwerks werden mit 1,559 Mio. USD angegeben.